# Ottmar Ette
Ottmar Ette, né le 14 décembre 1956 à Zell am Harmersbach (arrondissement de l'Ortenau, Bade-Wurtemberg), Allemagne, est un historien allemand. Il est professeur de langues romanes et de littérature comparée à l'université de Potsdam.

## Biographie
En 1990, Ottmar Ette soutient une thèse à l'université de Fribourg-en-Brisgau sur José Martí. En 1995, il passe son habilitation (sur Roland Barthes) à la Catholic University of Eichstätt-Ingolstadt (en). En 2001, il reçoit le prix « Hugo Friedrich und Erich Köhler » de l'université de Fribourg pour son travail sur Roland Barthes Eine intellektuelle Biographie. Il a enseigné dans de nombreuses universités en Amérique latine, en Europe et aux États-Unis. Il est professeur de langues romanes et de littérature comparée à l'université de Potsdam depuis 1995.
Ottmar Ette est chevalier de l'ordre des Palmes académiques (France) depuis 2012. Il est membre de l'Academia Europaea depuis 2010. En 2010, il est nommé membre associé du Freiburg Institute for Advanced Studies.
Il est responsable du projet de recherche "Les journaux de voyage americains d'Alexander von Humboldt: généalogie, chronologie, épistémologie" (2014-2017), ainsi que du projet de recherche et d'édition à long terme "Alexander von Humboldt en voyage - Une science en mouvement" de l'Académie des sciences de Berlin-Brandebourg (début : en 2015, durée prévue : 18 ans).
Ette est cofondateur de l'École doctorale « Sichtbarkeit und Sichtbarmachung », depuis 2011, « Zwischen Räumen » (depuis 2009) et depuis 2006 « lebensformen + lebenswissen ». De plus, il est cofondateur du ForLaBB (Centre de recherches de l’Amérique latine Berlin-Brandenbourg).
Son travail en tant que éditeur comprend la série de livres mimesis et la revue internationale quadrilingue HiN – Revue d'Études Humboldtiennes, le site-web avhumboldt.de ainsi que la coédition de la Revue Iberoamericana (Madrid – Frankfurt/Main) et Istmo (Revista virtual de estudios literarios y culturales centroamericanos). Depuis 2011, Ette est le directeur du POINTS – Potsdam International Network for TransArea Studies. 
Il est le fondateur et coéditeur du journal électronique HiN - Alexander von Humboldt im Netz. Internationale Zeitschrift für Humboldt-Studien  (ISSN 1617-5239) et de la plateforme en ligne consacrée à Alexander von Humboldt. Il est coéditeur du journal Iberoamericana (Madrid - Francfort-sur-le-Main). Depuis 2009, il est coéditeur du journal électronique Istmo (Revista virtual de estudios literarios y culturales centroamericanos,  (ISSN 1535-2315). Depuis 2013, il est membre de l'Académie des sciences de Berlin-Brandebourg. En 2014, il est élu membre honoraire de la Modern Language Association of America.

## Publications

### Monographies
- José Martí, (Niemeyer 1991; trans. Mexico: UNAM 1995)
- Roland Barthes: Eine intellektuelle Biographie, (Francfort: Suhrkamp 1998)
- Literatur in Bewegung, (Velbrück Wissenschaft 2001; trans. Literature on the move. New York, Amsterdam: Rodopi; espagnol : Literatura en movimiento. Madrid: CSIC 2008)
- Weltbewusstsein. Alexander von Humboldt und das unvollendete Projekt einer anderen Moderne, (Weilerswist: Velbrück Wissenschaft 2002)
- ÜberLebenswissen. Die Aufgabe der Philologie, (Berlin: Kadmos 2004)
- ZwischenWeltenSchreiben. Literaturen ohne festen Wohnsitz (ÜberLebenswissen II), (Berlin: Kadmos 2005)
- Alexander von Humboldt und die Globalisierung, (Frankfurt: Insel 2009)
- Del macrocosmos al microrrelato. Literatura y creación – nuevas perspectivas transareales, (Guatemala: F&G Editores 2009)
- ZusammenLebensWissen. List, Last und Lust literarischer Konvivenz im globalen Maßstab (ÜberLebenswissen III), (Berlin: Kulturverlag Kadmos 2010).
- LebensZeichen. Roland Barthes zur Einführung, (Hamburg: Junius 2011)
- Konvivenz. Literatur und Leben nach dem Paradies, (Berlin: Kadmos 2012).
- TransArea. Eine literarische Globalisierungsgeschichte, (Berlin, Boston: De Gruyter 2012).
- Viellogische Philologie. Die Literaturen der Welt und das Beispiel einer transarealen peruanischen Literatur', (Berlin: Walter Frey 2013).
- Roland Barthes: Landschaften der Theorie, (Paderborn: Konstanz University Press 2013).
- Anton Wilhelm Amo: Philosophieren ohne festen Wohnsitz, (Berlin: Kadmos 2014).
- SaberSobreViver: A (o) missão da filologia, (Paraná: Editora UFPR 2015).
- Writing-between-Worlds. TransArea Studies and the Literatures-without-a-fixed-Abode. Traduit par Vera M. Kutzinsky, (Berlin - Boston: Walter de Gruyter 2016).
- Der Fall Jauss. Wege des Verstehens in eine Zukunft der Philologie, (Berlin: Kulturverlag Kadmos 2016).
- TransArea. A Literary History of Globalization. Translated by Mark W. Person, (Berlin - Boston: Walter de Gruyter 2016).
- WeltFraktale. Wege durch die Literaturen der Welt, (Stuttgart: J.B. Metzler Verlag 2017).
- Filología polilógica. Las literaturas del mundo y el ejemplo de una literatura peruana transareal. (Granada: Editorial Universidad de Granada 2017).
- El caso Jauss. Caminos de la comprensión hacia un futuro de la filología. (México D.F.: Almadia 2018).
- EscreverEntreMundos. Literaturas sem morada fixa (SaberSobreViver II). Tradução Rosani Umbach, Dionei Mathias, Teruco Arimoto Spengler. Curitiba: Editora UFPR (Série pesquisa, 347) 2018 [307 p.].
- Alexander von Humboldt y la globalización. El saber en movimiento. Traducción de Johanna Malcher. México: El Colegio de México 2019 [408 p.].
- O Caso Jauss. A compreensão a caminho de um futuro para a filologia. Tradução de Giovanna Chaves. Apresentação de Regina Zilberman. Goiânia: Caminhos 2019 [143 p.].
- Alexander von Humboldt: la aventura del saber. Nuevos ensayos humboldtianos a 250 años de su nacimiento. Guatemala: F & G Editores 2019 [xii + 212 p.].
- Mobile Preußen. Ansichten jenseits des Nationalen. Stuttgart: J.B. Metzler Verlag 2019 [XVI + 222 p.].
- TransArea. Une histoire littéraire de la mondialisation. Traduction de Chloé Chaudet. Préface de Jean-Marc Moura. Paris: Classiques Garnier (Collection «Bibliothèques francophones», 8) 2019 [443 p.].
- Alexander von Humboldt und die Globalisierung. Das Mobile des Wissens. Berlin: Suhrkamp Verlag (suhrkamp taschenbuch, 4967) 2019 [476 p.].
- L'Affaire Jauss. Les chemins de la compréhension vers un avenir de la philologie. Traduit de l'allemand par Robert Kahn. Mont-Saint-Aignan: Presses universitaires de Rouen et du Havre 2019 [135 p.].

### Anthologies
- Ansichten Amerikas (mit W. Bernecker, 2001).
- Kuba heute. Politik, Wissenschaft und Kultur (mit M. Franzbach, 2001).
- Max Aub – André Malraux (mit J. Jurt und M. Figueras, 2005).
- Intellektuelle Redlichkeit – Intégrité intellectuelle. Festschrift für Joseph Jurt (mit M. Einfalt, U. Erzgräber, F. Sick, 2005).
- Grenzen der Macht – Macht der Grenzen (mit M. Braig, D. Ingenschay, G. Maihold, 2005).
- ArabAmericas. Literary Entanglements of the American Hemisphere and the Arab World (mit F. Pannewick, 2006)
- Caribbean(s) on the Move: Archipiélagos literarios del Caribe (2008).
- Nanophilologie. Literarische Kurz- und Kürzestformen in der Romania (2008).
- EuropAmerikas. Transatlantische Beziehungen (mit D. Ingenschay, G. Maihold, 2008).
- Humboldt und Hispanoamerika. Vergangenheit, Gegenwart und Zukunft. / Humboldt e Hispano-América. Pasado, Presente y Futuro. (Band 1, HiN – Alexander von Humboldt im Netz, mit F. Holl und E. Knobloch, 2009).
- Literaturwissenschaft als Lebenswissenschaft. Programm – Projekte – Perspektiven (mit W. Asholt 2010).
- Trans*Chile. Cultura – Historia – Itinerarios – Literatura – Educación. Un acercamiento transareal. (mit H. Nitschack, 2010) und Humboldt und Hispanoamerika. Vergangenheit, Gegenwart und Zukunft. / Humboldt e Hispano-América. Pasado, Presente y Futuro. (Band 2, HiN – Alexander von Humboldt im Netz, mit F. Holl und E. Knobloch, 2010).
- Caleidoscopios coloniales. Transferencias culturales en el Caribe del siglo XIX. Kaléidoscopes coloniaux. Transferts culturels dans les Caraïbes au XIXe siècle (mit Gesine Müller, 2010).
- Trans(it)Areas. Convivencias en Centroamérica y el Caribe. Un simposio transareal (mit W. Mackenbach, G. Müller, A. Ortiz Wallner, 2011).
- Wissensformen und Wissensnormen des ZusammenLebens. Literatur – Kultur – Geschichte – Medien (2012).
- El Caribe como paradigma. Convivencias y coincidencias históricas, culturales y estéticas. Un simposio transareal (mit A. Kraume, W. Mackenbach, G. Müller, 2012).
- Alexander von Humboldt and the Americas (mit V. M. Kutzinski, L. Dassow Walls, 2012).
- Worldwide. Archipels de la mondialisation. Archipiélagos de la globalización. A TransArea Symposium (mit G. Müller, 2012).
- Wort Macht Stamm. Rassismus und Determinismus in der Philologie (18. / 19. Jh.). Unter Mitarbeit von Philipp Krämer und Markus A. Lenz. (mit M. Messling 2013).
- LebensMittel. Essen und Trinken in den Künsten und Kulturen. (mit Y. Sánchez, V. Sellier, 2013).
- TransPacífico. Conexiones y convivencias en AsiAméricas. Un simposio transareal. (mit W. Mackenbach, H. Nitschack, 2013).
- Imaginarios del miedo. Estudios desde la historia. (mit C. Naranjo Orovio und I. Montero, 2013).
- Unfälle der Sprache. Literarische und philologische Erkundungen der Katastrophe (mit J. Kasper, 2014).
- Nach der Hybridität. Zukünfte der Kulturtheorie (mit U. Wirth, 2014).
- Paisajes vitales. Conflictos, catástrofes y convivencias en Centroamérica y el Caribe (mit G. Müller, 2014).
- Horizonte der Humboldt-Forschung. Natur, Kultur, Schreiben (mit J. Drews, 2016).
- New Orleans and the Global South. Caribbean, Creolization, Carnival (mit G. Müller, 2017).
- Forster – Humboldt – Chamisso. Weltreisende im Spannungsfeld der Kulturen (mit J. Drews, T. Kraft, B. Schneider-Kempf, J. Weber, 2017).
- Landschaften und Kartographien der Humboldt'schen Wissenschaft (mit J. Drews, 2017).
- Alexander von Humboldt-Handbuch. Leben – Werk – Wirkung (2018).

### Éditions
- Alexander von Humboldt, Reise in die Äquinoktial-Gegenden (Hg., 2 Bde. Insel 1991; Heinz-Maier-Leibnitz-Preis)
- José Enrique Rodó, Ariel (1994)
- Alexander von Humboldt, Kosmos (mit O. Lubrich, 2004)
- Alexander von Humboldt, Ansichten der Kordilleren und Monumente der eingeborenen Völker Amerikas (mit O. Lubrich, 2004)
- Alexander von Humboldt, Über einen Versuch, den Gipfel des Chimborazo zu besteigen (mit O. Lubrich, 2006)
- Alexander von Humboldt, Kritische Untersuchung zur historischen Entwicklung der geographischen Kenntnisse von der Neuen Welt und den Fortschritten der nautischen Astronomie im 15. und 16. Jahrhundert (2009)
- Roland Barthes, Die Lust am Text. Aus dem Französischen von Ottmar Ette. Kommentar von Ottmar Ette. (2010)
- Alexander von Humboldt, Political Essay on the Island of Cuba. A Critical Edition. (mit V. M. Kutzinski, 2011)
- Alexander von Humboldt, Views of the Cordilleras and Monuments of the Indigenous Peoples of the Americas. A Critical Edition. (mit V. M. Kutzinski, 2012).
- Alexander von Humboldt, Bilder-Welten. Die Zeichnungen aus den Amerikanischen Reisetagebüchern. (mit Julia Maier, 2018).
- Alexander von Humboldt, Das Buch der Begegnungen. Menschen – Kulturen – Geschichten aus den Amerikanischen Reisetagebüchern. Herausgegeben, aus dem Französischen übersetzt und kommentiert von Ottmar Ette. (2018)

## Sources
- Prof. Dr. Ottmar Ette Page d'accueil officielle

- (en) Cet article est partiellement ou en totalité issu de l’article de Wikipédia en anglais intitulé « Ottmar Ette » (voir la liste des auteurs).